# Cormenon
Cormenon é uma comuna francesa na região administrativa do Centro, no departamento Loir-et-Cher. Estende-se por uma área de 5,78 km². Em 2010 a comuna tinha 703 habitantes (densidade: 121,6 hab./km²).